# Battaglione "Caorle"
Il Battaglione Scuole "Caorle" è l'unità militare della Marina Militare responsabile della formazione dei Fucilieri di Marina e punto di riferimento della forza armata per la formazione del personale, con sede nella caserma Ermanno Carlotto di Brindisi.

## Storia
Nasce nel 1917, durante la prima guerra mondiale, come battaglione di fucilieri di marina all'interno della neocostituita Brigata Marina "San Marco" quando vennero raccolti, per la difesa di Venezia, tutti i marinai distaccati nella zona. Schierato sul fronte del Piave, al comando del capitano di corvetta Vittorio Tur prese parte alla Battaglia del Solstizio ed alla Battaglia di Vittorio Veneto. Fu sciolto al termine del conflitto.
Nel corso della seconda guerra mondiale fu ricostituito il 10 gennaio 1943. come uno dei sette battaglioni del reggimento San Marco. 
Nell'aprile 1944 fece parte della 3ª Divisione fanteria di marina "San Marco" della RSI.

### Il battaglione scuole
Nel dopoguerra viene costituito come battaglione addestramento della Marina Militare per il Servizio difesa installazioni.
Il 1º marzo 2013 lo SDI, insieme al "Caorle", è stato inquadrato nel neo costituito 3º Reggimento "San Marco" della Brigata marina "San Marco", proseguendo nella sua attività di istituto di formazione della fanteria di marina del "San Marco".
Dal 2014, divenuto Battaglione Scuole "Caorle", e autonomo all'interno della brigata, è stato eletto dallo Stato Maggiore anche quale responsabile della formazione e preparazione del personale di nuova immissione nelle file della Marina Militare e . Al suo interno, ogni anno transitano più di 2.500 militari, provenienti sia dalla Marina Militare sia da altre Forze Armate, nazionali ed estere..

## Compiti
Composto da uno staff di istruttori altamente qualificato, specializzati anche nelle scuole dei United States Marine Corps. Attraverso un percorso formativo a difficoltà crescente, della durata di circa 6 mesi, viene formato il futuro al fuciliere di Marina. L'iter formativo spazia da moduli di formazione basica (force protection) fino a quello finale di addestramento avanzato, passando per il corso di abilitazione anfibia. 
Il Caorle forma il personale anche con ulteriori specializzazioni che ne elevano la professionalità, quali il modulo boarding team, tiratori scelti anfibi, recon, osservatori del fuoco di supporto, missilisti, mortaisti e pionieri.
Infine è l'unico ente preposto alla certificazione di soccorritore militare e all'abilitazione del personale sanitario in medicina da combattimento.

### Addestramento
I VFP1 appena arruolati affluiscono ora direttamente a Brindisi per un periodo di 7 settimane. Al termine si ottiene l'abilitazione alla Force Protection (FP). A questo corso partecipano anche gli allievi dell’Accademia Navale di Livorno e della Scuola Marescialli.
I fucilieri di marina proseguono con una successiva fase addestrativa di 13 settimane per il brevetto di Abilitazione Anfibia. Al termine chi viene assegnato al 1º Reggimento San Marco prosegue per le capacità "commando".
Al Caorle si svolgono inoltre i seguenti corsi:
- Corso abilitazione RECON per operatori della Compagnia NP (18 settimane)
- Corso per Tiratori Scelti Anfibi (5 settimane)
- Corso Osservatori Fuoco di Supporto (8 settimane)
- Corso di Abilitazione Anfibia per Padroni di Barchini (4 settimane)
- Modulo Basico per Boarding Team (10 settimane)
- Corso di Medicina da Combattimento (4 settimane)
- Corso di abilitazione anfibia per Ufficiali di vascello (23 settimane)
- Corso di Specializzazione Anfibia per Ufficiali (25 settimane)